# Liste der Staatspräsidenten der Volksrepublik China
Dies ist eine Liste der Staatspräsidenten der Volksrepublik China.
| Vorsitzender der Zentralen Volksregierung                         | Vorsitzender der Zentralen Volksregierung | Vorsitzender der Zentralen Volksregierung | Vorsitzender der Zentralen Volksregierung |
| Bild                                                              | Name                                      | Beginn der Amtszeit                       | Ende der Amtszeit                         |
| ----------------------------------------------------------------- | ----------------------------------------- | ----------------------------------------- | ----------------------------------------- |
|                                                                   | Mao Zedong                                | 1. Oktober 1949                           | 27. September 1954                        |
| Vorsitzende der Volksrepublik China                               |                                           |                                           |                                           |
| Bild                                                              | Name                                      | Beginn der Amtszeit                       | Ende der Amtszeit                         |
|                                                                   | Mao Zedong                                | 27. September 1954                        | 27. April 1959                            |
| Liu Shaoqi                                                        | Liu Shaoqi                                | 27. April 1959                            | 31. Oktober 1968                          |
| Song Qingling                                                     | Song Qingling                             | 31. Oktober 1968                          | 24. Februar 1972                          |
| Dong Biwu                                                         | Dong Biwu                                 | 31. Oktober 1968                          | 17. Januar 1975                           |
| Vorsitzende des Ständigen Komitees des Nationalen Volkskongresses |                                           |                                           |                                           |
| Bild                                                              | Name                                      | Beginn der Amtszeit                       | Ende der Amtszeit                         |
| Zhu De                                                            | Zhu De                                    | 17. Januar 1975                           | 6. Juli 1976                              |
| Song Qingling                                                     | Song Qingling                             | 6. Juli 1976                              | 5. März 1978                              |
| Ye Jianying                                                       | Ye Jianying                               | 5. März 1978                              | 18. Juni 1983                             |
| Staatspräsidenten                                                 |                                           |                                           |                                           |
| Bild                                                              | Name                                      | Beginn der Amtszeit                       | Ende der Amtszeit                         |
| Li Xiannian                                                       | Li Xiannian                               | 18. Juni 1983                             | 8. April 1988                             |
| Yang Shangkun                                                     | Yang Shangkun                             | 8. April 1988                             | 27. März 1993                             |
| Jiang Zemin                                                       | Jiang Zemin                               | 27. März 1993                             | 15. März 2003                             |
| Hu Jintao                                                         | Hu Jintao                                 | 15. März 2003                             | 14. März 2013                             |
| Xi Jinping                                                        | Xi Jinping                                | 14. März 2013                             | amtierend                                 |